# 남전보원
남전보원(南泉普願, 748년 ~ 834년) 또는 남천보원은 조사선의 개조(開祖)이자 위앙종과 임제종에서 8대조사로 섬긴 마조도일(709년 ~ 788년)의 제자이다. 마조도일이 가장 아낀 제자였다. 남전참묘(南泉斬猫) 이야기가 유명하다.
남전보원의 제자는 수백명이 있었는데, 가장 유명한 제자가 화두로 유명한 조주종심이다. 또한, 신라의 사자산문(獅子山門) 도윤(道允)도 제자이다.
참고로 한자인 南泉普願을 그대로 읽으면 남천보원이지만, 불교신문 기사와 종단의 승려가 올린 유튜브 영상을 보면 대다수가 남천보원이 아닌 남전보원이라고 칭하는 것이 특이하다.
이는 한국 불교 승가에서 釋迦牟尼를 글로는 석가모니로 쓰되, 읽기는 서가모니로 발음하는 것과 비슷한 것이다.
인터넷 검색을 통해 보면, 승려 또는 불교매스컴(TV, 신문) 그리고 불교전문가는 남전보원이라 칭하는 경우가 다수이고, 비전문가나 개인 블로그, 소수의 신문기사는 남천보원이라 칭하는 경우가 다수이므로, 불교의 수백년 된 오랜 전통에 따라 여기서는 남전보원을 따르도록 한다. 

## 일화

### 남전참묘(南泉斬猫)
남전선사가 있는 절에 승려들은 동당과 서당으로 나뉘어 무리를 이루고 있었다. 어느 날, 한 쪽 무리에서 키우던 고양이 다리를 다른 한 쪽 무리에 부러뜨려 버렸다. 그래서 동당과 서당의 승려들이 서로 싸우고 있었다.
남전선사가 나오더니 고양이에게 칼을 들이대며, 말할 수 있다면 베지 않겠다고 했다. 싸우던 승려들이 답이 없자 남전선사는 고양이를 두 동강으로 베어 버렸다.
제자인 조주종심이 외출에서 돌아오자, 남전선사는 조주종심에게 낮에 있었던 이야기를 하며 다시 물었다. 그러자 조주종심은 신발을 벗어 머리에 이고 나가버렸다. 이를 본 남전선사는 조주종심이 있었다면 고양이를 살릴 수 있었을텐데라고 말했다.

### 암소가 되련다
남전선사에게 죽음이 다가오고 있을 때, 한 제자가 세상을 뜨신 후에는 어디로 가시냐고 물었다. 남전선사는 산 아래 검은 암소(水牯牛)가 되려한다고 말했다.
이 대답에 대해 남전선사가 고양이를 죽인 업보를 받겠다는 뜻이라는 설이 있다. 하지만 진짜 뜻은 중생들의 고통을 외면하지 않고 다시 함께하려 이승으로 돌아오겠다는 다짐(서원)이라고 한다.

### 마조완월(馬祖玩月): 마조도일이 달을 희롱하다
어느 날, 마조도일이 수제자인 서당지장, 백장회해, 남전보원과 함께 달맞이를 갔다. 마조도일은 제자들에게 지금 같은 때에 무엇을 하면 가장 좋겠느냐고 물었다.
서당지장은 공양하는 것이 가장 좋겠다고 대답했다. 백장회해는 수행하기에 가장 좋겠다고 말했다. 그런데 남전보원은 소매를 뿌리치고 그냥 가버렸다.
마조도일이 말하기를, 경(經)은 서당지장에게 들어가고, 선(禪)은 백장회해에게 돌아가는데, 오직 남전보원만이 경계에서 벗어낫구나라고 했다.

## 열반송
834년 12월 15일 새벽에 남전보원은 다음과 같은 게송을 남기고 입적했다.
 별빛 반짝인지 이미 오래 되었구나(星翳燈幻亦久).
내가 가거나 온다고 하지 말라(勿謂吾有去來).